# Servon-Melzicourt
Servon-Melzicourt település Franciaországban, Marne megyében. Lakosainak száma 89 fő (2022. január 1.). Servon-Melzicourt Condé-lès-Autry, Berzieux, Binarville, Cernay-en-Dormois, Malmy, Saint-Thomas-en-Argonne, Vienne-la-Ville, Vienne-le-Château és Ville-sur-Tourbe községekkel határos.

## Népesség
A település népessége az elmúlt években az alábbi módon változott:
| Lakosok száma | 157  | 128  | 110  | 117  | 116  | 111  | 108  | 106  | 100  | 89   |
|               | 1968 | 1982 | 1990 | 2006 | 2013 | 2015 | 2017 | 2019 | 2020 | 2022 |